# Srbuk
Србуи Саргсян (арм. Սրբուհի Սարգսյան; род. 3 апреля 1994, Ереван, Армения) — армянская певица, более известная под сценическим именем Srbuk. Представительница Армении на песенном конкурсе «Евровидение 2019». Финалистка армянского шоу «Х-Фактор». В 2018 году принимала участие в украинском шоу «Голос страны», где заняла четвёртое место.

## Биография
Родилась в 1994 году в Ереване. Впоследствии училась в Ереванской государственной консерватории имени Комитаса, где изучала игру на кануне.
В 2010 году приняла участие в армянском шоу «Х-Фактор», где заняла второе место. В 2012 году сформировала свой музыкальный коллектив под названием Allusion.
В 2016 году выпустила свой дебютный сингл «Yete Karogh Es». Через два года приняла участие в украинском шоу «Голос страны», где попала в команду Потапа и заняла итоговое четвёртое место. В ноябре 2018 года было объявлено, что она будет представлять Армению на песенном конкурсе Евровидение 2019. Её бэк-вокалистом на конкурсе выступил молодой армянский певец Саро Геворгян.

## Дискография

### Синглы
- «Yete Karogh Es» (2016)
- «Half a Goddess» (2018)
- «Walking Out» (2019)
- «Na Na Na» (2019)